# Anaceratagallia uncigera
Anaceratagallia uncigera är en insektsart som beskrevs av Ribaut 1935. Anaceratagallia uncigera ingår i släktet Anaceratagallia och familjen dvärgstritar. Inga underarter finns listade i Catalogue of Life.